# Little Island am Pier 55

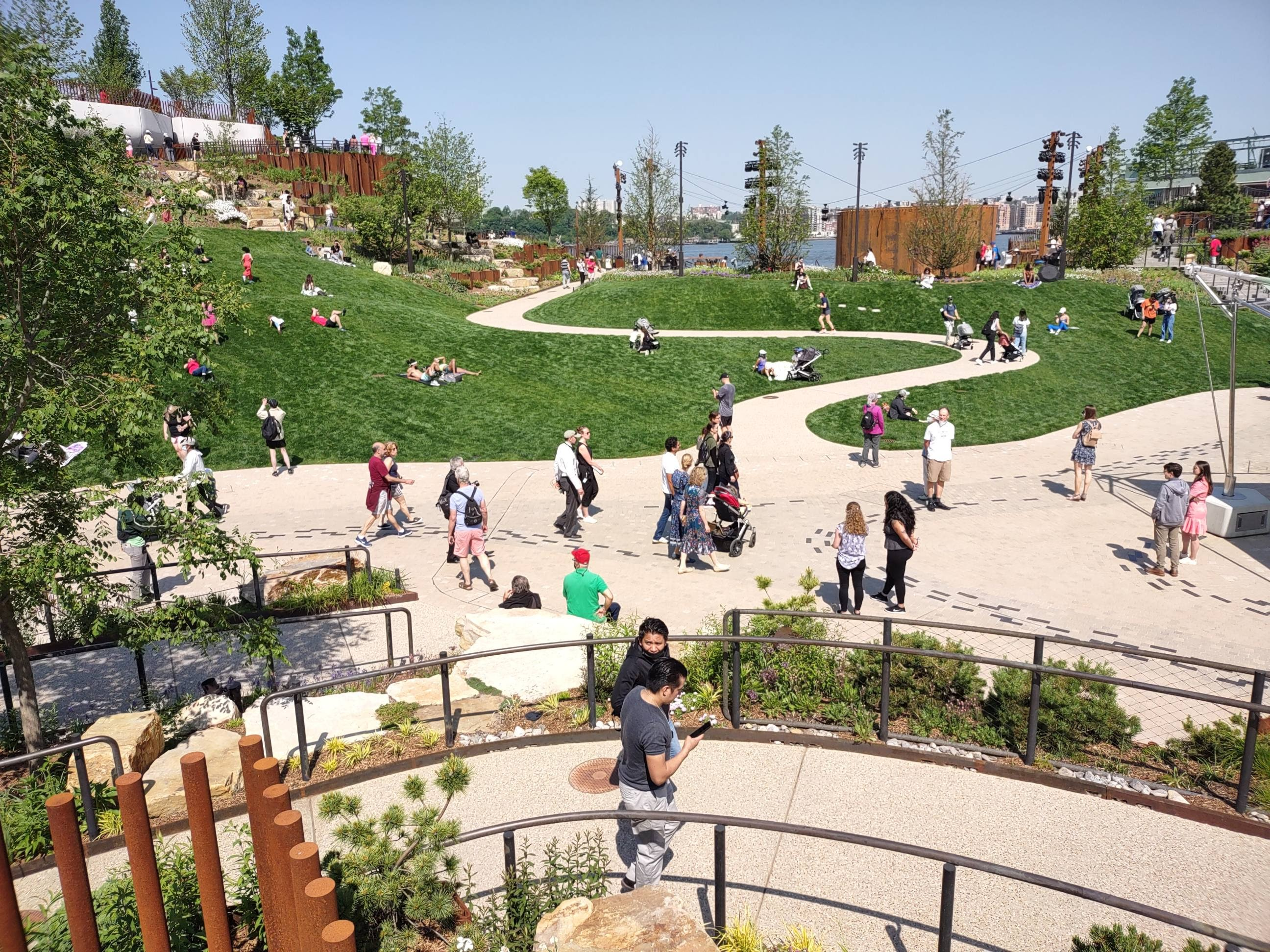
Little Island am Eröffnungstag

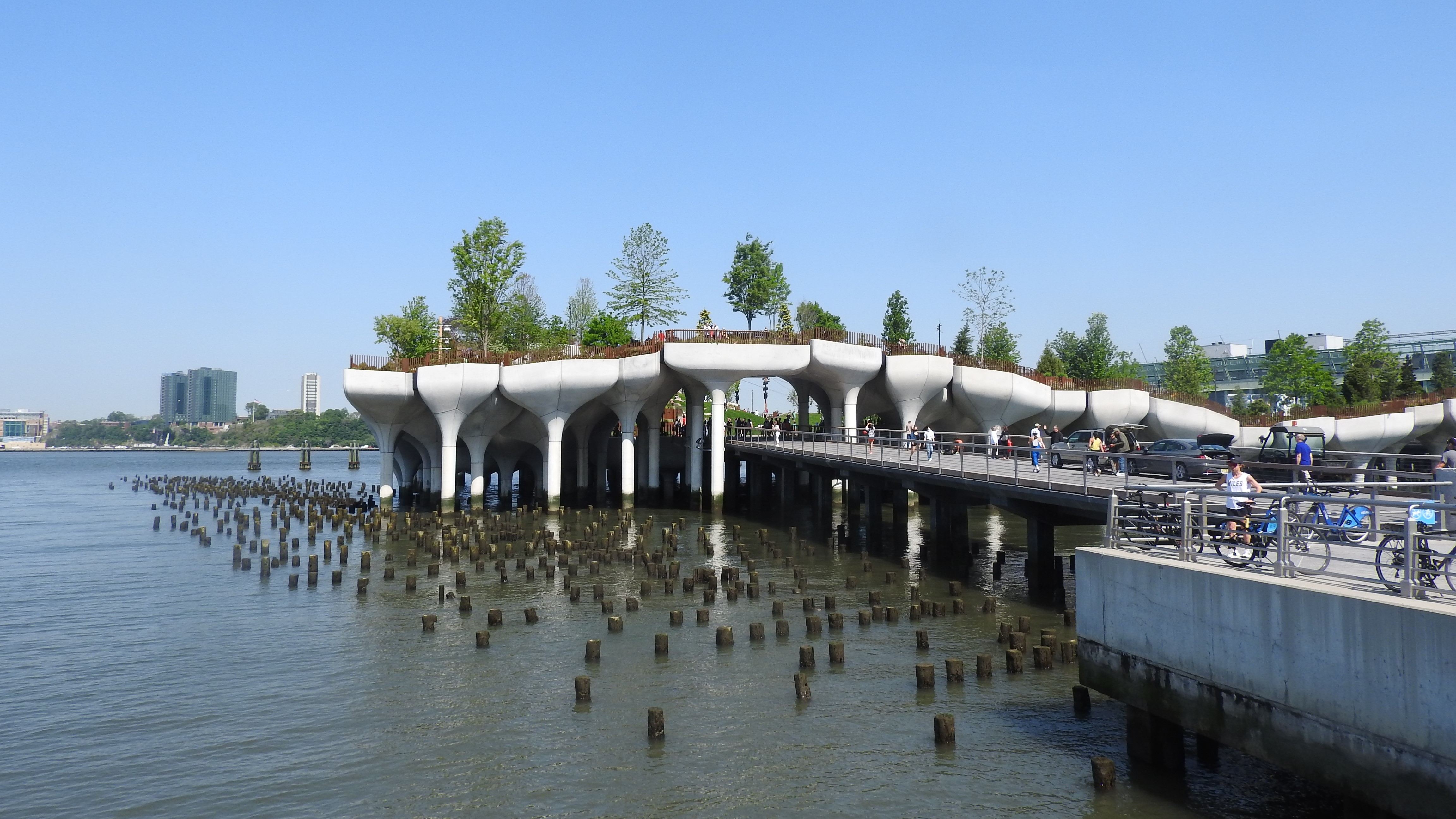
Blick auf Little Island

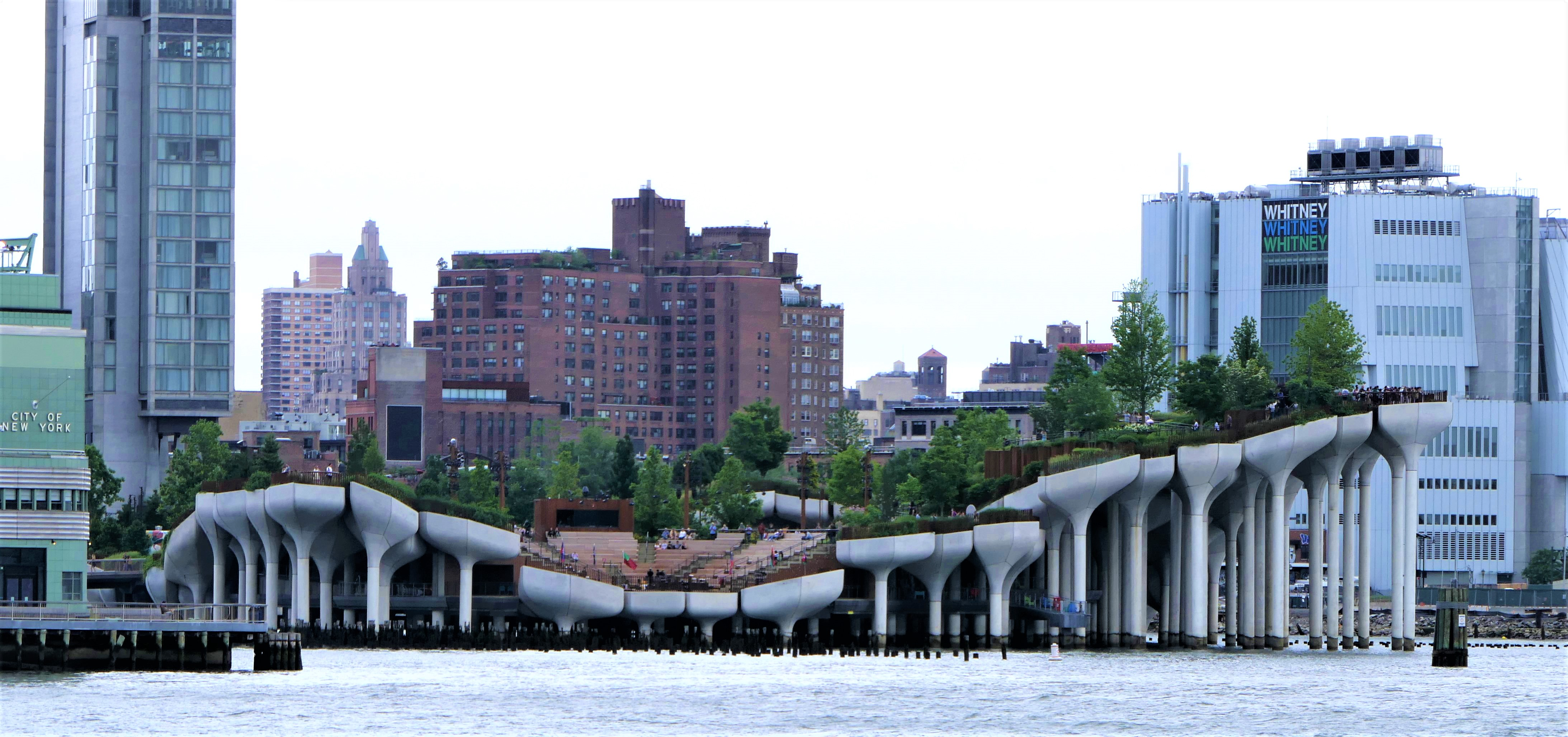
Blick auf Little Island vom Hudson River

Little Island am Pier 55 ist ein künstlicher Inselpark im Hudson River an der Westküste von Manhattan in New York City. Er grenzt an den Hudson River Park und ist mit diesem durch zwei Fußgängerbrücken auf Höhe der West 13th und West 14th Street verbunden. Der an Stelle des ehemaligen Piers 55 errichtete Inselpark wurde vom Heatherwick Studio entworfen und befindet sich nahe der Kreuzung West Street (West Side Highway) und West 13th Street im Meatpacking District. Angrenzende Stadtteile sind Chelsea in Midtown Manhattan und West Village in Lower Manhattan.

## Beschreibung
Little Island umfasst eine Fläche von 0,97 Hektar. In das Flussbett des Hudson wurden 280 Betonpfähle getrieben, auf denen 132 topfförmige Strukturen sitzen. Die Töpfe erreichen eine Höhe von 4,6 bis 18,9 m über der Wasseroberfläche. Verantwortlich für die Installation der in Upstate New York von der Fort Miller Company hergestellten Töpfe zeichnete das Ingenieurbüro Arup. Der Park verfügt über mehrere Rasenflächen, Wege und Anpflanzungen, die von der Landschaftsarchitektin Signe Nielsen gestaltet wurden. Darüber hinaus verfügt Little Island über eine kleine Bühne und drei Imbissstände sowie ein Amphitheater mit 687 Sitzplätzen.
Im November 2014 entstanden die Pläne für den zunächst als „Pier 55“ benannten neuen Park, der von Heatherwick Studio entworfen und größtenteils von Barry Diller und Diane von Fürstenberg sowie mit einigen Mitteln von New York City und dem Bundesstaat New York finanziert wurde. Ursprünglich sollte der Bau 2015 beginnen und der Park 2018 oder 2019 fertiggestellt werden. Der Bau des Parks wurde jedoch durch Klagen des City Club of New York verzögert und die Pläne im September 2017 aufgrund von Klagen und Kostenüberschreitungen verworfen. Nach der Finanzierungszusage von Gouverneur Andrew Cuomo wurde im April 2018 mit dem Bau der Insel begonnen und im Dezember 2018 der Grundstein gelegt. 2019 nannte man das Projekt in „Little Island“ um und die Eröffnung fand am 21. Mai 2021 statt.
Den Park können bis zu 1000 Personen gleichzeitig besuchen. Geöffnet ist er von morgens 6 Uhr bis 1 Uhr nachts. Zwischen 12 Uhr mittags und 20 Uhr war anfangs eine Reservierung nötig, was aber Stand Sommer 2022 nicht mehr der Fall ist.